# Alain Moury
Pour les articles homonymes, voir Moury.
Alain Moury est un scénariste et dialoguiste français.

## Biographie
Alain Moury est surtout connu pour ses collaborations avec Jean-Pierre Mocky. 

## Filmographie
- 1960 : L'Affaire d'une nuit d'Henri Verneuil
- 1960 : Un couple de Jean-Pierre Mocky
- 1962 : Snobs ! de Jean-Pierre Mocky
- 1962 : Strip-tease de Jacques Poitrenaud
- 1963 : Les Vierges de Jean-Pierre Mocky
- 1963 : Un drôle de paroissien de Jean-Pierre Mocky
- 1966 : La Bourse et la Vie de Jean-Pierre Mocky
- 1967 : Les Compagnons de la marguerite de Jean-Pierre Mocky
- 1969 : Solo de Jean-Pierre Mocky
- 1970 : L'Étalon de Jean-Pierre Mocky
- 1974 : L'Ombre d'une chance de Jean-Pierre Mocky
- 1974 : Un linceul n'a pas de poches de Jean-Pierre Mocky
- 1998 : Robin des mers de Jean-Pierre Mocky
- 2004 : Touristes ? Oh yes ! de Jean-Pierre Mocky
- 2007 : Les Ballets écarlates de Jean-Pierre Mocky